# San Martín Tlapala
San Martín Tlapala är en ort i Mexiko.   Den ligger i kommunen Tianguismanalco och delstaten Puebla, i den sydöstra delen av landet, 90 km sydost om huvudstaden Mexico City. San Martín Tlapala ligger 2 122 meter över havet och antalet invånare är 1 415.
Terrängen runt San Martín Tlapala är huvudsakligen kuperad, men åt nordost är den platt. Runt San Martín Tlapala är det tätbefolkat, med 530 invånare per kvadratkilometer. Närmaste större samhälle är Cholula, 19,6 km nordost om San Martín Tlapala. Omgivningarna runt San Martín Tlapala är en mosaik av jordbruksmark och naturlig växtlighet.